# Burley (Idaho)
Burley is een plaats (city) in de Amerikaanse staat Idaho, en valt bestuurlijk gezien onder Cassia County en Minidoka County.

## Demografie
Bij de volkstelling in 2000 werd het aantal inwoners vastgesteld op 9316.
In 2006 is het aantal inwoners door het United States Census Bureau geschat op 9174, een daling van 142 (-1,5%).

## Geografie
Volgens het United States Census Bureau beslaat de plaats een oppervlakte van
11,0 km², waarvan 10,7 km² land en 0,3 km² water. Burley ligt op ongeveer 1267 m boven zeeniveau.

## Plaatsen in de nabije omgeving
De onderstaande figuur toont nabijgelegen plaatsen in een straal van 24 km rond Burley.

## Geboren in Burley (Idaho)
- Gary Peacock (1935-2020), jazzmusicus en -componist